# Desmond Morris
Desmond John Morris (Purton, 24 gennaio 1928) è uno zoologo, etologo, illustratore, divulgatore scientifico e conduttore televisivo britannico, autore di libri sulla sociobiologia umana.

## Biografia
Dopo aver studiato alla Dauntsey's School di West Lavington, in Wiltshire, e aver prestato il servizio militare, ha frequentato l'Università di Birmingham, laureandosi brillantemente nel 1951 in zoologia, facoltà di Biologia. Nel 1954, grazie alla sua tesi sul comportamento riproduttivo dello spinarello, curata dal Premio Nobel Nikolaas Tinbergen, ha conseguito il dottorato presso l'Università di Oxford. In seguito iniziò a lavorare per la Società Zoologica di Londra come curatore dei mammiferi dello Zoo di Londra, ma nel 1966 lascia l'incarico dopo contrasti interni.
Si pose inizialmente all'attenzione del pubblico negli anni sessanta come presentatore del programma televisivo Zoo Time della Independent Television (ITV).

La fama mondiale arrivò però nel 1967 con la pubblicazione del saggio La scimmia nuda. Studio zoologico sull'animale uomo. 
 Ristampato numerose volte e tradotto in molte lingue, il libro continua ad essere un best seller.
In seguito Morris ha continuato i suoi studi successivi con il suo approccio meramente zoologico sul comportamento umano, scrivendo libri e partecipando a trasmissioni televisive, talvolta ricevendo critiche.

## Arte
In aggiunta ai suoi interessi scientifici, Morris è anche un artista appartenente alla tradizione surrealista, contribuendo significativamente al movimento surrealista britannico. La sua prima mostra personale risale al 1948 e nel febbraio del 1950 espone 18 sue opere insieme a quelle di Joan Miró in una mostra alla London Gallery organizzata dal surrealista belga E.L.T. Mesen. Si trattava di creature inventate, di flora e fauna generate dalla sua mente e totalmente originali. La peculiarità di questi strani esseri era quella di sembrare assoggettati alle vere leggi naturali. Morris li considerava esseri potenzialmenti reali e per loro coniò il terminie di forme biomorfiche.

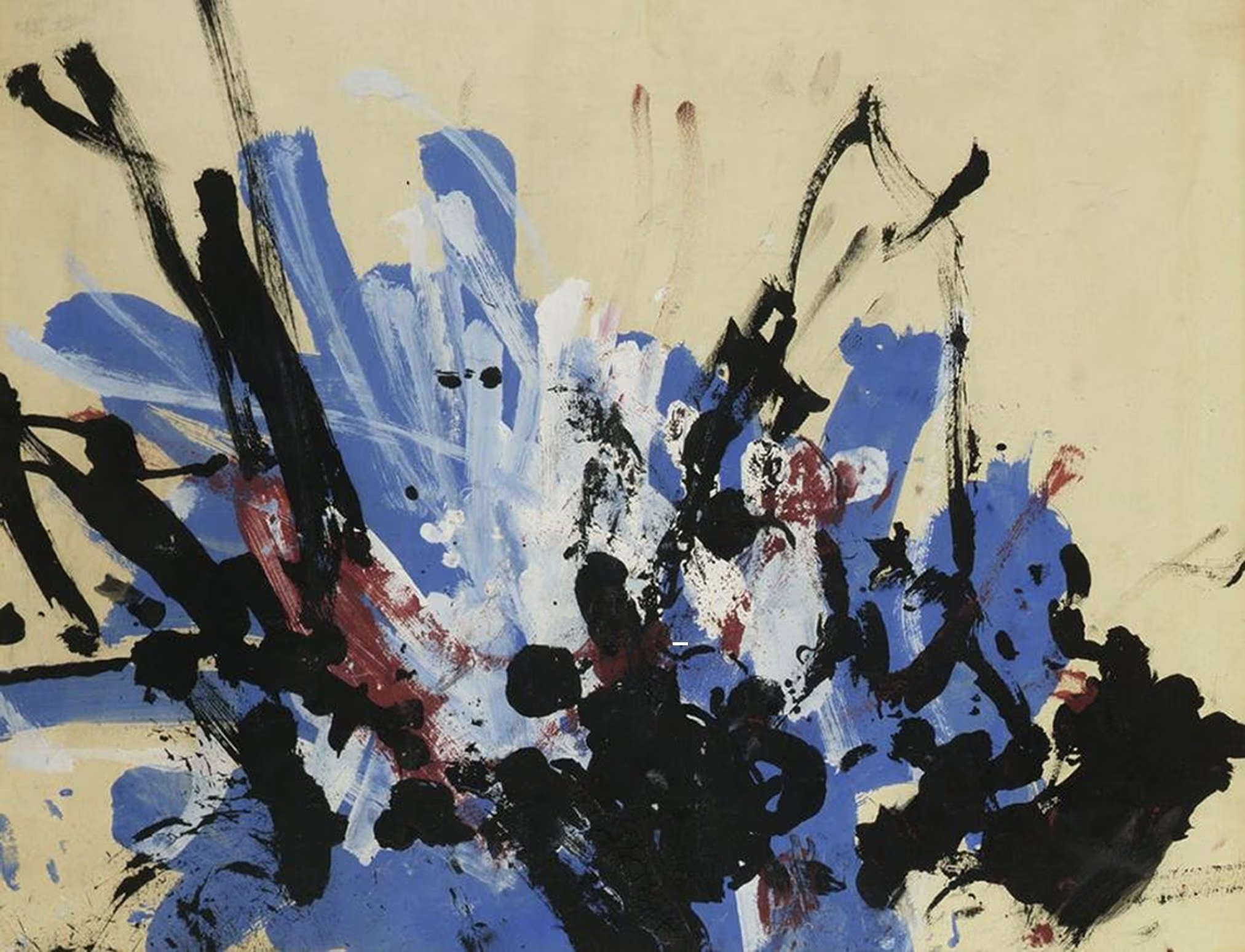
Un quadro dello scimpanzé Congo

Nel 1957 curò una mostra di dipinti e disegni fatti da scimpanzé all'Institute of Contemporary Arts di Londra; tra questi ve ne erano alcuni di un giovane scimpanzé chiamato Congo. Pablo Picasso mostrò apprezzamento per Morris e la scimmia, mordendo un reporter che gli aveva espresso un'opinione per cui l'opera della scimmia non era arte. Si racconta che Picasso abbia acquistato un dipinto di Congo.
Morris ha inoltre disegnato le copertine delle prime edizioni dei libri di Richard Dawkins Il gene egoista e L'orologiaio cieco.

## Cinema
Morris ha supervisionato la creazione del linguaggio del corpo e gestuale per i personaggi del film La guerra del fuoco del 1981, ambientato nel Paleolitico.

## Opere
- Biologia dell'arte: studio sul comportamento artistico delle scimmie nei suoi rapporti con l'arte umana (The biology of art) (1963), Milano, Bompiani, 1969
- La scimmia nuda. Studio zoologico sull'animale uomo (The naked ape: a zoologist's study of the human animal) (1967), Milano, Bompiani, 1968
- Lo zoo umano (The human zoo) (1969), Milano, Mondadori, 1970
- Il comportamento intimo (Intimate behaviour) (1971), Milano, Mondadori, 1971
- L'uomo e i suoi gesti: la comunicazione non-verbale nella specie umana (Manwatching : a field guide to human behaviour) (1977), Milano, Mondadori, 1978
- La mia vita con gli animali (Animal days) (1979), Milano, Mondadori, 1980
- I gesti : origini e diffusione (Gestures: Their Origin and Distribution) (1979), Milano, Mondadori, 1983
- La tribù del calcio (The Soccer Tribe) (1981), Milano, Mondadori, 1982
- Il nostro corpo: anatomia, evoluzione, linguaggio  (Bodywatching - A Field Guide to the Human Species) (1985), Milano, Mondadori, 1986
- Il gatto: tutti i perché (Catwatching) (1986), Milano, Mondadori, 1988
- Il cane: tutti i perché (Dogwatching) (1986), Milano, Mondadori, 1988
- Il cavallo: tutti i perché (Horsewatching) (1989), Milano, Mondadori, 1990
- Questi splendidi animali: Vita, comportamenti, relazioni con l'ambiente (Animalwatching) (1990), Milano, Mondadori, 1990
- Noi e gli animali: come convivere (The animal contract) (1991), Milano, Mondadori, 1992
- Il bambino: tutti i perché (Babywatching) (1991), Milano, Mondadori, 1993
- Il mondo degli animali (The world of animals) (1992), Milano, Mondadori, 1993
- L'animale uomo (The human animal) (1994), Milano, Mondadori, 1994
- I gesti nel mondo: guida al linguaggio universale (Bodytalk) (1994), Milano, Mondadori, 1995
- L'occhio nudo: giro del mondo alla scoperta dell'uomo (The naked eye) (2001), Milano, Mondadori, 2001
- Dogs: The Ultimate Dictionary of over 1000 Dog Breeds (2001)
- Peoplewatching: The Desmond Morris Guide to Body Language (2002)
- L'animale donna. La complessità della forma femminile (The naked woman) (2004), Milano, Mondadori, 2005
- Linguaggio Muto (Dumb language) (2004), Roma, Di Renzo Editore, 2004
- Bebè: lo straordinario segreto della vita (Baby: A Portrait of the First Two Years of Life) (2008), Novara, De Agostini, 2008
- Le civette e altre creature della notte (Owl) (2009), Roma, Castelvecchi, 2009
- Pianeta scimmia (Planet ape) (2009), Novara, De Agostini, 2009
- La scimmia artistica (Tha artistic ape), Milano, Rizzoli Editore, 2014
- Un cervo in metropolitana (Watching. Encounters with Humans and Other Animals) (2017), Milano, Mondadori, 2017
- Le vite dei surrealisti (The Lives of the Surrealists) (2018), Milano, Johan & Levi 2018

## Riferimenti nella cultura
- La sua celebre opera La scimmia nuda è stata citata dal cantautore italiano Francesco Gabbani nel suo brano Occidentali's Karma, vincitore del Festival di Sanremo 2017. Morris ha successivamente elogiato la canzone, paragonando la raffinatezza del testo a quella di autori come Bob Dylan o John Lennon.[3]

- Il testo L'animale umano è citato nel film La fratellanza come testo di riferimento per i detenuti della fratellanza ariana.